# 密毛紫柄蕨
密毛紫柄蕨（学名：Pseudophegopteris hirtirachis）为金星蕨科紫柄蕨属下的一个种。

## 扩展阅读
- 維基物種上的相關：密毛紫柄蕨